# Senillé-Saint-Sauveur
Senillé-Saint-Sauveur est une commune nouvelle française située dans la Vienne en région Nouvelle-Aquitaine. Elle est issue du regroupement des deux communes de Saint-Sauveur et Senillé au 1er janvier 2016.

## Géographie
La commune se situe entre La Roche-Posay et Châtellerault.

### Communes limitrophes
|                           | Oyré                  | Mairé                            |
| Châtellerault             | Senillé-Saint-Sauveur | Coussay-les-Bois Leigné-les-Bois |
| Availles-en-Châtellerault | Monthoiron            | Chenevelles                      |

### Climat
Pour des articles plus généraux, voir Climat de la Nouvelle-Aquitaine et Climat de la Vienne.
Historiquement, la commune est exposée à un climat océanique du nord-ouest.  
En 2020, Météo-France publie une typologie des climats de la France métropolitaine dans laquelle la commune est exposée à un climat océanique altéré et est dans la région climatique Poitou-Charentes, caractérisée par un bon ensoleillement, particulièrement en été et des vents modérés.
Pour la période 1971-2000, la température annuelle moyenne est de 11,4 °C, avec une amplitude thermique annuelle de 14,6 °C. Le cumul annuel moyen de précipitations est de 743 mm, avec 10,9 jours de précipitations en janvier et 6,5 jours en juillet. Pour la période 1991-2020, la température moyenne annuelle observée sur la station météorologique la plus proche, située sur la commune de Lésigny à 12 km à vol d'oiseau, est de 12,1 °C et le cumul annuel moyen de précipitations est de 743,3 mm,. Pour l'avenir, les paramètres climatiques de la commune estimés pour 2050 selon différents scénarios d’émission de gaz à effet de serre sont consultables sur un site dédié publié par Météo-France en novembre 2022.

## Urbanisme

### Typologie
Au 1er janvier 2024, Senillé-Saint-Sauveur est catégorisée commune rurale à habitat dispersé, selon la nouvelle grille communale de densité à sept niveaux définie par l'Insee en 2022.
Elle est située hors unité urbaine. Par ailleurs la commune fait partie de l'aire d'attraction de Châtellerault, dont elle est une commune de la couronne,. Cette aire, qui regroupe 44 communes, est catégorisée dans les aires de 50 000 à moins de 200 000 habitants,.

### Risques majeurs
Le territoire de la commune de Senillé-Saint-Sauveur est vulnérable à différents aléas naturels : météorologiques (tempête, orage, neige, grand froid, canicule ou sécheresse), feux de forêts, mouvements de terrains et séisme (sismicité modérée). Il est également exposé à un risque technologique,  le transport de matières dangereuses. Un site publié par le BRGM permet d'évaluer simplement et rapidement les risques d'un bien localisé soit par son adresse soit par le numéro de sa parcelle.

#### Risques naturels
Senillé-Saint-Sauveur est exposée au risque de feu de forêt. En 2014, le deuxième plan départemental de protection des forêts contre les incendies (PDPFCI) a été adopté pour la période 2015-2024. Les obligations légales de débroussaillement dans le département sont définies dans un arrêté préfectoral du 29 mai 2015,, celles relatives à l'emploi du feu et au brûlage des déchets verts le sont dans un arrêté permanent du 24 mai 2015,.

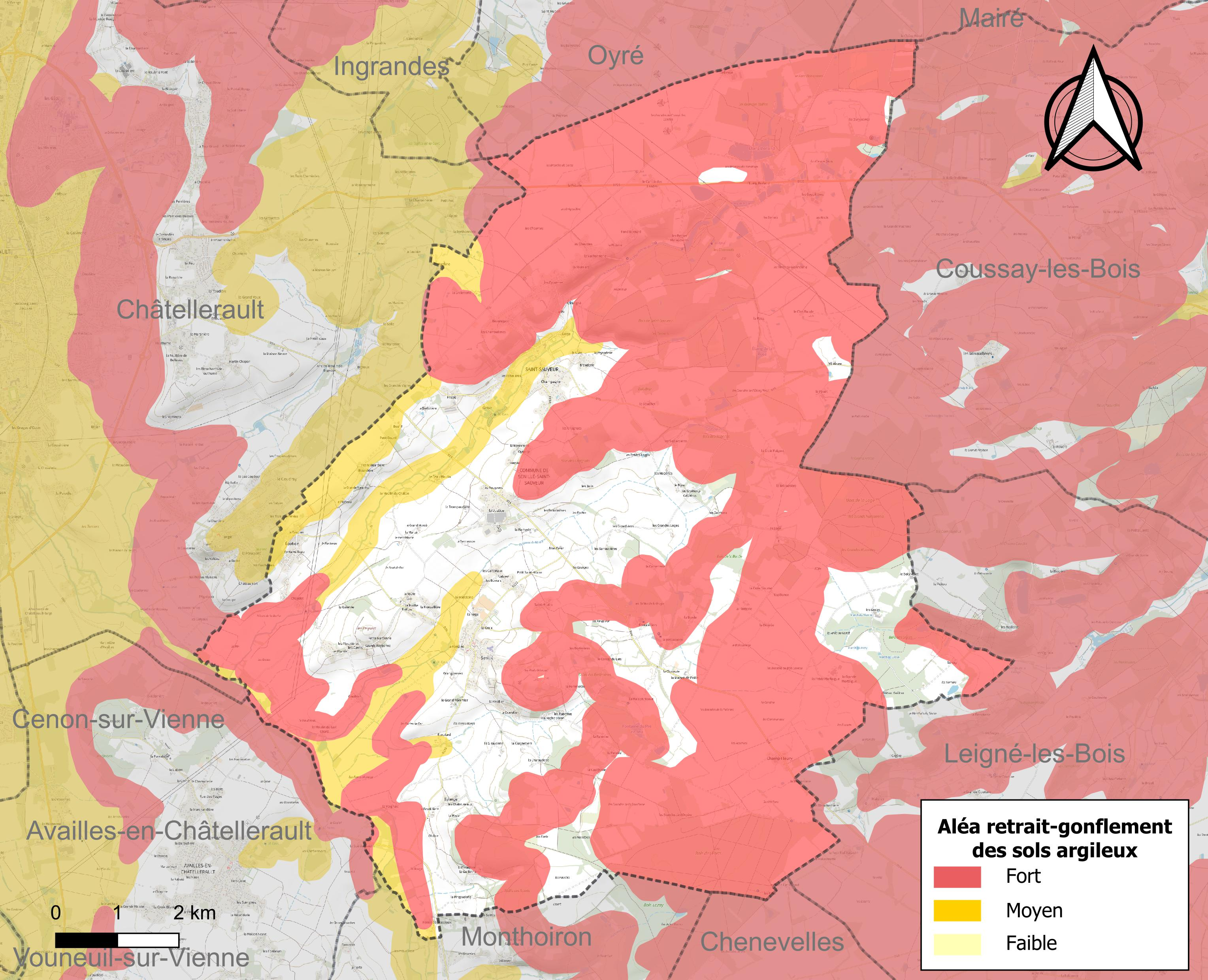
Carte des zones d'aléa retrait-gonflement des sols argileux de Senillé-Saint-Sauveur.

Les mouvements de terrains susceptibles de se produire sur la commune sont des tassements différentiels. Le retrait-gonflement des sols argileux est susceptible d'engendrer des dommages importants aux bâtiments en cas d’alternance de périodes de sécheresse et de pluie. 71,9 % de la superficie communale est en aléa moyen ou fort (79,5 % au niveau départemental et 48,5 % au niveau national). Depuis le 1er octobre 2020, en application de la loi ÉLAN, différentes contraintes s'imposent aux vendeurs, maîtres d'ouvrages ou constructeurs de biens situés dans une zone classée en aléa moyen ou fort,.
La commune a été reconnue en état de catastrophe naturelle au titre des dommages causés par les inondations et coulées de boue survenues en 1982, 1983, 1992, 1999, 2008 et 2010, par la sécheresse en 1989, 1991, 1996, 2003, 2005, 2011, 2017 et 2018 et par des mouvements de terrain en 1999 et 2010.

## Toponymie
Il convient de se reporter aux articles consacrés aux anciennes communes fusionnées.

## Histoire
La création de la nouvelle commune est effective depuis le 1er janvier 2016, entraînant la transformation des deux anciennes communes en « communes déléguées » dont la création a été entériné par l'arrêté du 14 octobre 2015.

## Politique et administration

### Administration municipale
Jusqu'aux prochaines élections municipales de 2020, le conseil municipal de la nouvelle commune est constitué de l'ensemble des conseillers municipaux des anciennes communes.
| Nom                   | Code Insee | Intercommunalité           | Superficie (km2) | Population (dernière pop. légale) | Densité (hab./km2) |
| --------------------- | ---------- | -------------------------- | ---------------- | --------------------------------- | ------------------ |
| Saint-Sauveur (siège) | 86245      | CA du Pays Châtelleraudais | 32,37            | 1 073 (2013)                      | 33                 |
| Senillé               | 86259      | CA du Pays Châtelleraudais | 17,94            | 748 (2013)                        | 42                 |

### Liste des maires
| Période      | Période  | Identité        | Étiquette | Qualité                                           |
| ------------ | -------- | --------------- | --------- | ------------------------------------------------- |
| janvier 2016 | En cours | Gérard Pérochon | DVD       | Agriculteur, conseiller départemental depuis 2021 |

## Population et société[23]

### Démographie
L'évolution du nombre d'habitants est connue à travers les recensements de la population effectués dans la commune depuis sa création.

En 2022, la commune comptait 1 724 habitants, en évolution de −7,26 % par rapport à 2016 (Vienne : +0,6 %, France hors Mayotte : +2,11 %).
| 2014  | 2015  | 2020  | 2022  |
| ----- | ----- | ----- | ----- |
| 1 833 | 1 846 | 1 754 | 1 724 |

## Économie
Il convient de se reporter aux articles consacrés aux anciennes communes fusionnées.

## Culture locale et patrimoine
- Église Saint-André de Senillé.
- Église Saint-Antoine de Saint-Sauveur. L'édifice a été classé au titre des monuments historique en 1910[25].